# I’ll Be There for You
I’ll Be There for You – ballada rockowa zespołu Bon Jovi wydana jako singel w roku 1989, który promował album New Jersey. Utwór napisali Jon Bon Jovi i Richie Sambora. Singel uplasował się na 1. miejscu listy Billboard Hot 100.

## Spis utworów
Sporządzono na podstawie materiału źródłowego.
1. „I’ll Be There For You” (5:43)
2. „Homebound Train” (5:09)

## Pozycje na listach przebojów
| Lista (1989)      | Pozycja |
| ----------------- | ------- |
| Australia         | 23      |
| Kanada            | 2       |
| Niemcy            | 67      |
| Irlandia          | 6       |
| Holandia          | 22      |
| Szwajcaria        | 15      |
| Wielka Brytania   | 18      |
| Billboard Hot 100 | 1       |